# Primera A 2019 (Liga Catamarqueña de Fútbol)
La temporada 2019 de la Primera A de la Liga Catamarqueña de Fútbol fue la 102.ª efectivamente completada, ya que desde su creación en 1917 sólo en 1945 no llegó a disputarse.
Esta edición estuvo integrada por dos torneos con sus respectivos campeones, otorgando una plaza al Torneo Regional Federal Amateur 2020. Durante el primer torneo participaron los 17 equipos afiliados a la Liga Catamarqueña, tanto de primera como segunda división, mientras que al segundo lo disputaron los 10 equipos de Primera A.

## Formato
La temporada 2019 está conformada por 2 campeonatos, en el primero participaron todos los equipos afiliados, mientras que el segundo fue el campeonato de Primera A propiamente dicho:
Apertura:
- Se sortearon 2 dos zonas, una de 8 equipos y otra de 9 equipos.
- El torneo se jugará a una rueda con el sistema de Todos Contra Todos.
- Los equipos que se ubiquen en el primer y segundo lugar en ambas zonas clasifican a las Semifinales.
- Las Semifinales se desarrollarán mediante una eliminatoria directa entre el 1° de la Zona A vs. 2° de la Zona B; y el 1° de la Zona B vs. 2° de la Zona A. Los ganadores clasifican a la siguiente instancia.
- La Final se jugará entre los ganadores de la fase anterior, a un solo partido y en casa de finalizar igualado se definirá mediante los penales.

Anual:
- El torneo se jugará a dos ruedas con el sistema de "Todos contra todos".
- El equipo que se ubique en la primera posición al finalizar se consagrará campeón y clasificará al Torneo Regional Federal Amateur 2020.

Descensos
- El equipo que se ubique en la 9ª posición deberá jugar la Promoción contra el subcampeón de la Primera B de esta temporada, para luchar por la permanencia.
- El equipo que se coloque en la última posición desciende directamente a la Primera B 2020.

## Equipos participantes
| #  | Equipo                                              | Barrio                 | Ciudad     | Categoría |
| -- | --------------------------------------------------- | ---------------------- | ---------- | --------- |
| 1  | Club Deportivo Américo Tesorieri                    | Marco Avellaneda       | Catamarca  | Primera A |
| 2  | Club Atlético Policial                              | La Tablada             | Catamarca  | Primera A |
| 3  | Club Atlético Defensores del Norte                  | Piloto                 | Catamarca  | Primera A |
| 4  | Club Sportivo Ferrocarriles del Estado de Chumbicha | Centro                 | Chumbicha  | Primera A |
| 5  | Club Atlético Independiente (C)                     | Capataz Villafañez     | Catamarca  | Primera A |
| 6  | Club Atlético Rivadavia                             | Centro                 | Huillapima | Primera A |
| 7  | Club Deportivo Salta Central                        | Parque América         | Catamarca  | Primera A |
| 8  | Club Atlético San Lorenzo de Alem                   | Alem                   | Catamarca  | Primera A |
| 9  | Club Atlético Vélez Sarsfield                       | Centro                 | Catamarca  | Primera A |
| 10 | Club Sportivo Villa Cubas                           | Villa Cubas            | Catamarca  | Primera A |
|    |                                                     |                        |            |           |
| 11 | Club Deportivo Chacarita                            | La Chacarita           | Catamarca  | Primera B |
| 12 | Club Atlético Estudiantes de La Tablada             | La Tablada             |            | Primera B |
| 13 | Club Atlético Independiente (H)                     | España                 | Huillapima | Primera B |
| 14 | Asociación Juventud Unida de Santa Rosa             | 250 Viviendas          | Catamarca  | Primera B |
| 15 | Club Atlético Liberal Argentino                     | Alem                   | Catamarca  | Primera B |
| 16 | Club Social y Deportivo Parque Daza                 | Villa Parque Chacabuco | Catamarca  | Primera B |
| 17 | Club Atlético Sarmiento                             | Las Margaritas         | Catamarca  | Primera B |

## Apertura

### Primera fase

#### Zona A
| Pos. | Equipo                       | Pts. | PJ | PG | PE | PP | GF | GC | Dif. |
| ---- | ---------------------------- | ---- | -- | -- | -- | -- | -- | -- | ---- |
| 01.º | Vélez Sarsfield              | 22   | 8  | 7  | 1  | 0  | 24 | 7  | 17   |
| 02.º | Américo Tesorieri            | 18   | 8  | 6  | 0  | 2  | 23 | 13 | 10   |
| 03.º | Juventud Unida de Santa Rosa | 13   | 8  | 4  | 1  | 3  | 12 | 14 | −2   |
| 04.º | Sarmiento                    | 12   | 8  | 3  | 3  | 2  | 7  | 9  | −2   |
| 05.º | Ferrocarriles (Chumbicha)    | 9    | 8  | 2  | 3  | 3  | 15 | 13 | 2    |
| 06.º | Parque Daza                  | 9    | 8  | 2  | 3  | 3  | 12 | 18 | −6   |
| 07.º | San Lorenzo de Alem          | 8    | 8  | 2  | 2  | 4  | 14 | 14 | 0    |
| 08.º | Estudiantes de La Tablada    | 4    | 8  | 1  | 1  | 6  | 9  | 21 | −12  |

|  | Los equipos que ocupen esta posición clasifican a las Semifinales |

#### Zona B
| Pos. | Equipo                     | Pts. | PJ | PG | PE | PP | GF | GC | Dif. |
| ---- | -------------------------- | ---- | -- | -- | -- | -- | -- | -- | ---- |
| 01.º | Rivadavia (Huillapima)     | 21   | 9  | 6  | 3  | 0  | 21 | 10 | 11   |
| 02.º | Atlético Policial          | 17   | 9  | 5  | 2  | 2  | 21 | 6  | 15   |
| 02.º | Villa Cubas                | 17   | 9  | 5  | 2  | 2  | 19 | 9  | 10   |
| 04.º | Salta Central              | 16   | 9  | 5  | 1  | 3  | 25 | 15 | 10   |
| 05.º | Defensores del Norte       | 11   | 9  | 3  | 2  | 4  | 8  | 10 | −2   |
| 06.º | Chacarita                  | 11   | 9  | 3  | 2  | 4  | 10 | 14 | −4   |
| 07.º | Independiente (Capital)    | 10   | 9  | 3  | 1  | 5  | 14 | 17 | −3   |
| 08.º | Liberal Argentino          | 4    | 9  | 1  | 1  | 7  | 7  | 28 | −21  |
| 09.º | Independiente (Huillapima) | 3    | 9  | 1  | 0  | 8  | 11 | 33 | −22  |

|  | Los equipos que ocupen esta posición clasifican a la Semifinales |

### Segunda fase
|  | Semifinales       | Semifinales       | Semifinales       |                   |                 | Final           | Final | Final |  |
|  |                   |                   |                   |                   |                 |                 |       |       |  |
|  |                   |                   |                   |                   |                 |                 |       |       |  |
|  | Vélez Sarsfield   | Vélez Sarsfield   | 0 (4)             |                   |                 |                 |       |       |  |
|  | Vélez Sarsfield   | Vélez Sarsfield   | 0 (4)             |                   |                 |                 |       |       |  |
|  | Atlético Policial | Atlético Policial | 0 (2)             |                   |                 |                 |       |       |  |
|  | Atlético Policial | Atlético Policial | 0 (2)             |                   | Vélez Sarsfield | Vélez Sarsfield | 1     |       |  |
|  |                   |                   |                   |                   | Vélez Sarsfield | Vélez Sarsfield | 1     |       |  |
|  |                   |                   | Américo Tesorieri | Américo Tesorieri | 4               |                 |       |       |  |
|  | Rivadavia (H)     | Rivadavia (H)     | Américo Tesorieri | Américo Tesorieri | 4               | 1               |       |       |  |
|  | Rivadavia (H)     | Rivadavia (H)     |                   |                   |                 | 1               |       |       |  |
|  | Américo Tesorieri | Américo Tesorieri | 3                 |                   |                 |                 |       |       |  |
|  | Américo Tesorieri | Américo Tesorieri | 3                 |                   |                 |                 |       |       |  |
|  |                   |                   |                   |                   |                 |                 |       |       |  |

|                              |
| Américo Tesorieri 19° título |
| Campeón Torneo Apertura 2019 |

## Torneo Anual
| Pos. | Equipo                    | Pts. | PJ | PG | PE | PP | GF | GC | Dif. |
| ---- | ------------------------- | ---- | -- | -- | -- | -- | -- | -- | ---- |
| 01.º | Atlético Policial         | 44   | 18 | 14 | 2  | 2  | 48 | 16 | 32   |
| 02.º | Américo Tesorieri         | 38   | 18 | 11 | 5  | 2  | 53 | 24 | 29   |
| 03.º | Vélez Sarsfield           | 34   | 18 | 10 | 4  | 4  | 38 | 21 | 17   |
| 04.º | Villa Cubas               | 27   | 18 | 7  | 6  | 5  | 32 | 31 | 1    |
| 05.º | San Lorenzo de Alem       | 22   | 18 | 6  | 4  | 8  | 24 | 29 | −5   |
| 06.º | Rivadavia (Huillapima)    | 22   | 18 | 5  | 7  | 6  | 25 | 33 | −8   |
| 07.º | Defensores del Norte      | 19   | 18 | 6  | 1  | 11 | 25 | 33 | −8   |
| 08.º | Independiente (Capital)   | 19   | 18 | 5  | 4  | 9  | 23 | 32 | −9   |
| 09.º | Salta Central             | 16   | 18 | 4  | 4  | 10 | 22 | 37 | −15  |
| 10.º | Ferrocarriles (Chumbicha) | 7    | 18 | 2  | 1  | 15 | 21 | 54 | −33  |

|  | El equipo que ocupe esta posición se consagrará campeón y clasifica al Torneo Regional Federal Amateur 2020. |
|  | El equipo que ocupe esta posición deberá jugar la Promoción contra el subcampeón de la Primera B 2019.       |
|  | El equipo que ocupe esta posición descenderá a la Primera B 2020.                                            |

|                                   |
| Club Atlético Policial 22° título |
| Campeón Torneo Anual 2019         |

## Descenso

### Promoción
| 14 de diciembre, 17:00                  | Salta Central                                                      | 1 - 5   | Juventud Unida | Malvinas Argentinas, Catamarca |                             |
|                                         | Federico Barros 18' · Alejandro Carrizo 31' · Franco Contreras 74' | Reporte | 20' Marcos Vega · 54' Maximiliano Silva · 59' 65' Marcos Agüero · 61' Iván Roldán · 86' Emanuel Varela · 88' Rodríguez | Árbitro(s): Jerónimo Toledo    | Árbitro(s): Jerónimo Toledo |
| Salta Central descendió a la Primera B. |                                                                    |         | |                                |                             |

## Resumen

### Campeones
| Torneo   | Equipo                           | Título |
| -------- | -------------------------------- | ------ |
| Apertura | Club Deportivo Américo Tesorieri | 19.°   |
| Anual    | Club Atlético Policial           | 22.°   |

### Clasificación alRegional Federal Amateur
| Cupo | Equipo                            | Método de clasificación  |
| ---- | --------------------------------- | ------------------------ |
| 1    | Club Atlético Policial            | Campeón del Torneo Anual |
| -    | Club Atlético San Lorenzo de Alem | Invitación               |

### Descenso a la Primera B
| Equipo                                 | Método                          |
| -------------------------------------- | ------------------------------- |
| Club Deportivo Salta Central           | Perdedor de la Promoción        |
| Club Sportivo Ferrocarriles del Estado | Peor ubicado en el Torneo Anual |